# 七日町 (山形市)
七日町（なぬかまち）は、山形県山形市に存在する町名。七日町商店街が立地する、山形市の商業の中心である。現行行政地名は七日町一丁目～五丁目。正式には「なぬかまち」であるが、日常会話では慣用的に「なのかまち」とも呼ばれる。郵便番号は990-0042。

## 人口と世帯
2015年（平成27年）6月30日現在の世帯数と人口は以下の通りである。
| 丁目  | 世帯数   | 人口   |
| ----- | -------- | ------ |
| 1丁目 | 185世帯  | 326人  |
| 2丁目 | 92世帯   | 714人  |
| 3丁目 | 126世帯  | 233人  |
| 4丁目 | 470世帯  | 922人  |
| 5丁目 | 468世帯  | 849人  |
| 計    | 1341世帯 | 2504人 |

## 地理
七日町は山形市の中心部に位置する町名で、西に木の実町、西から北にかけて旅篭町、北に緑町、東に東原町、小姓町、南に本町とそれぞれ接する。
山形市で最も商業施設が集積しているほか、山形市立病院済生館を初めとする医療機関や山形市役所、山形地方裁判所などの行政・司法機関も近隣に立地している。
一丁目～二丁目は商業施設が多く繁華街の様相を呈しているが、三丁目以降はかつての町人地に由来する住宅街が続く。また、七日町三丁目～四丁目界隈は隣接する東原町や緑町の一部と合わせて古くは寺町と呼ばれ、現在でも多数の寺院が存在する。

## 交通
- 町内を通る鉄道路線および鉄道駅はない。
- バス路線では山交バスや山形市コミュニティバスなどが同町に停車している。コミュニティバスは中心街を循環する路線が頻繁に走っており、市内では最もバスの本数が多いエリアである。
- 中心となる商店街の大通りは一方通行であり、両側に自転車専用道路が設置されている。イイナス前の交差点はスクランブル交差点となっており、ここが山形県内で最初の採用となっている[4]。

## 施設
- 山形市立病院済生館…地域医療支援病院に指定された市立病院。看護専門学校を併設。
- 山形銀行本店
- 山形県民会館…県内最大の多目的ホール。山形銀行が命名権を持ち「やまぎんホール」の愛称で親しまれたが2019年11月30日で閉館。
- 花小路…七日町四丁目の北西角の一地域を指す。もとは明治～大正期にかけて成立した花柳街で、現在は老舗料亭や小料理屋の多く立地する飲み屋街である。
- アズ七日町…複合施設。中央公民館、中央図書館を併設する。
- ナナビーンズ…複合商業施設。
- イイナス…複合商業施設。